# Port Allen
Port Allen é uma cidade localizada no estado americano de Luisiana, na Paróquia de West Baton Rouge.

## Demografia
Segundo o censo americano de 2000, a sua população era de 5278 habitantes.
Em 2006, foi estimada uma população de 5168, um decréscimo de 110 (-2.1%).

## Geografia
De acordo com o United States Census Bureau tem uma área de
6,8 km², dos quais 5,5 km² cobertos por terra e 1,3 km² cobertos por água.

## Localidades na vizinhança
O diagrama seguinte representa as localidades num raio de 16 km ao redor de Port Allen.